# Urie Bronfenbrenner
Urie Bronfenbrenner (29. duben 1917, Moskva, Rusko – 25. září 2005, Ithaca, New York) byl rusko-americký psycholog, známý zejména pro svůj ekologický model vývoje. Zabýval se zejména vývojovou a školní psychologií.